# Jürgen Schäfer (Maler)
Jürgen Schäfer (* 23. Oktober 1941 in Leipzig) ist ein deutscher Maler und Grafiker.

## Leben und Werk
1961 legte Schäfer sein Abitur ab. 1961 bis 1965 studierte er in Leipzig Pädagogik auf Lehramt in den Fächern Kunsterziehung und Geschichte. Anschließend war er das Schuljahr 1965/66 als Kunstlehrer in Böhlen angestellt. Von 1966 bis 1971 studierte Schäfer bei Fritz Fröhlich, Harry Blume und Hans Mayer-Foreyt Malerei und Grafik an der Hochschule für Grafik und Buchkunst Leipzig. Zuletzt gehörte er der Fachklasse Malerei von Wolfgang Mattheuer an. Ab 1971 wirkte er freischaffend in Leipzig. Er war bis 1990 Mitglied des Verbands Bildender Künstler der DDR. Seine erste Ausstellungsbeteiligung fand 1972 in der Galerie am Sachsenplatz in Leipzig statt. Ein Förderungsvertrag mit dem Rat des Bezirks Leipzig bestand von 1974 bis 1977. Als Gegenleistung erfüllte er Auftragsarbeiten. 1976 wurde die erste Einzelausstellung vom Kulturbund der DDR, Bezirksleitung Leipzig, organisiert. Im selben Jahr erschien Günter Kunerts Roman Im Namen der Hüte, illustriert mit Holzschnitten von Jürgen Schäfer (Eulenspiegel-Verlag).
Eine Anzahl von Werken wurden für die Kunstsammlung der Wismut AG erworben. 1985 kaufte der Kölner Sammler Ludwig mehrere Arbeiten.
Die in seinen Werken wiederkehrenden Motive bzw. Bildkomponenten sind der Brotlaib, das Sinnzeichen des Notwendigen, Alltäglichen, der antike Frauenkopf als Relikt untergehender humanistischer Tradition und der Betonkoloss, der laut Renate Hartleb für das „Zweite Ich nach Versteinerung“ steht. Ina Gille hob allgemein die Stein-Metapher hervor: Steine symbolisierten bei Schäfer den entfremdeten Menschen, schrieb sie.
Er ist weiterhin als freischaffender Künstler tätig. Er lebt in Groß Brütz.

## Rezeption
„Die Bilder haben eine einzigartige Strahlkraft, sie sind ehrlich gemacht, von großer handwerklicher Meisterschaft und innerer Überzeugung. Landschaften majestätischer Stille, kämpfende Kolosse, Massenszenen und zarte Zeichnungen stehen im Kontrast zueinander und bilden ein Ganzes. Jürgen Schäfer setzt sich mit den Geschehnissen dieser Welt auf subtile Weise ästhetisch auseinander. Die Ergebnisse auf der Leinwand sind schlüssig komprimiert. Schäfer ist in der Lage die Gefühle, die uns beim Betrachten eines Gegenstandes, einer Person, einer Landschaft befallen, aufs Bild zu projizieren, und das Bild ist wieder in der Lage, das Gefühl verallgemeinert wiederzugeben. Seine Bilder atmen Größe und Einfachheit. Das ist etwas ganz Besonderes in der heutigen Kunstszene. Er ist ein ganz großer bildnerischer Poet unserer Tage und eine echte Entdeckung für die Kunstwelt.“

## Werke (Auswahl)

### Tafelbilder
- In Armenien (Öl, 1977; auf der VIII. Kunstausstellung der DDR)[6]
- Wacht auf, Verdammte! (Acryl, 1987; auf der X. Kunstausstellung der DDR)[7]
- Park am Stadtrand (Mischtechnik, 1980; Lindenau-Museums Altenburg/Thüringen)[8]
- Fischerboote (1967; Kunstsammlung der Wismut)[9]
- Finale (Acryl, 1989; Kunstmuseum Moritzburg Halle (Saale))

### Druckgrafik
- Liebespaar (1970, Lithografie, 43 × 60 cm)[10]
- Drei Akte (1970, Lithografie)[10]
- Sommerliebe (1976, Öl, 29 × 39,5 cm)[11]
- Ehrung für Günter Kunert (1977, Lithografie)

### Buchillustration
- Günter Kunert Im Namen der Hüte. Eulenspiegel-Verlag, Berlin, 1976 (Holzschnitte)

## Weitere Ausstellungen (unvollständig)

### Einzelausstellungen
- 1976: Rostock, Galerie am Boulevard (Malerei und Grafik)
- 1981: Leipzig, Galerie im Hörsaalbau der Karl-Marx-Universität (Malerei, Handzeichnung, Druckgrafik, Plastik)
- 1989: Schwerin, Galerie Schwerin (Tafelbilder, Zeichnungen, Objekte)
- 2008: Kühlungsborn, Kunsthalle (Malerei Zeichnungen 1968–2008)
- 2010: Leipzig, Galerie Irrgang (Malerei)
- 2014: Schwerin, gallery berger
- 2018: Kunsthaus Bützow (Malerei und Handzeichnungen)

### Ausstellungsbeteiligungen
- 1974, 1979 und 1985: Leipzig, Bezirkskunstausstellungen
- 1975: Altenburg/Thüringen, Lindenau-Museum („Lithografie im Bezirk Leipzig“)
- 1977 und 1984: Berlin u. a. Städte („100 ausgewählte Grafiken“)
- 1977/1978 und 1987/1988: Dresden, VIII. und X. Kunstausstellung der DDR
- 1979: Berlin, Altes Museum („Jugend in der Kunst“)
- 1982: Leipzig, Museum der Bildenden Künste („Selbstbildnisse Leipziger Künstler“)
- 1982: Leipzig („10 Jahre Leipziger Grafikbörse“)
- 1984: Leipzig, Museum der bildenden Künste („Kunst in Leipzig 1949 -1984“)